# ピッツォ
ピッツォ（イタリア語: Pizzo）は、イタリア共和国カラブリア州ヴィボ・ヴァレンツィア県にある、人口約9,300人の基礎自治体（コムーネ）。

## 地理

### 位置・広がり

#### 隣接コムーネ
隣接するコムーネは以下の通り。
- クリンガ (CZ)
- フランカヴィッラ・アンジートラ
- マイエラート
- サントノフリオ
- ヴィーボ・ヴァレンツィア

## 行政

### 分離集落
ピッツォには、以下の分離集落（フラツィオーネ）がある。
- Prangi, Nazionale, Marina, Marinella, Colamaio

## 歴史
1815年、元ナポリ王のジョアシャン・ミュラが上陸したが、捕らえられ10月13日に処刑された。

## 名物
アイスクリームのタルトゥフォが名物で、ピッツォのタルトゥフォは原産地名称保護されている。